# Nine Dragons Paper
Nine Dragons Paper (Holdings) Limited ( SEHK: 2689
  ) é uma empresa de fabricação de papel listada na China continental, envolvida na fabricação de produtos de papelão para embalagens, que incluem papel cartão, cartão duplex e celulose . Sua CEO e maior acionista é a Sra. Zhang Yin .
A empresa foi fundada em 1995 e é a maior produtora de papelcartão da Ásia e uma das maiores do mundo em capacidade de produção. Possui 9 fábricas na China e no Vietnã. Também possui quatro fábricas de papel e celulose, além de uma fábrica de papelão ondulado nos Estados Unidos, que fazem parte da subsidiária norte-americana ND Paper.
A Nine Dragons Paper foi listada no Main Board da Bolsa de Valores de Hong Kong em 3 de março de 2006.

## História
Desde o início da produção em 1998 com uma máquina kraftliner de 200.000 toneladas, a Nine Dragons se expandiu para produzir mais de 13 milhões de toneladas de produtos de papel globalmente.
Enquanto muitas fábricas em todo o mundo usam produtos florestais para a produção de papel, a Nine Dragons usa principalmente papel reciclado como fonte de matéria-prima. A empresa recicla mais de 10 milhões de toneladas de fibra anualmente.
Hoje, a empresa emprega mais de 15.000 funcionários globalmente com 9 centros de produção. Notavelmente, a instalação da empresa em Dongguan é a maior fábrica de papel concentrado do mundo, com 15 máquinas de papel produzindo 5,25 milhões de toneladas de produtos. Muitas das instalações da Nine Dragons também contam com usinas de energia, portos e caminhões internos. A empresa tem capacidade de energia de mais de 1.400 MW em várias instalações de produção combinadas.
O escritório corporativo para operações nos Estados Unidos fica em Oak Brook, Illinois .
Na listagem das pessoas mais ricas do Brasil de acordo com a revista Forbes, divulgada em 2019, mas os dados atualizados em dezembro de 2022. Com (USD) 1,6 bilhão, Liu Ming Chung de 59 anos da Nine Dragons Paper